# Група неутралних и несврстаних европских земаља
Група неутралних и несврстаних европских земаља, понекад познате под скраћеницом НН државе, билa je неформална групација држава у Европи током Хладног рата. Чиниле су је државе које нису биле део НАТО савеза нити Варшавског пакта, већ су биле или неутралне или чланице Покрета несврстаних. Група је окупљала неутралне државе као што су Аустрија, Финска, Шведска и Швајцарска с једне стране, и несврстане СФР Југославију, Кипар и Малту с друге стране, које су делиле интерес за очување своје независне ванблоковске позиције у односу на НАТО, Европску заједницу, Варшавски пакт и Савет за узајамну економску помоћ. Релативно високо развијене европске неутралне државе су сарадњу са несврстаним државама (нарочито са СФР Југославијом као једним од оснивача и лидера покрета) сматрале начином за снажније заступање мира, разоружања и уздржаности великих сила него што би им то дозвољавала њихова ограничена ранија међусобна сарадња.
Група је сарађивала у оквиру Конференције о безбедности и сарадњи у Европи (КБСЕ) у настојању да сачува резултате Хелсиншког споразума. У том оквиру, Југославија је сарађивала са Аустријом и Финском на посредовању између блокова и организовала други самит КБСЕ 1977. године у Београду, предложила нацрте о заштити националних мањина, који су и данас важећи и централни делови одредби ОЕБС-а о правима мањина.